# Miguel Basulto
Juan Miguel Basulto Medina (7 de enero de 1992, Ocotlán, Jalisco, México) es un futbolista mexicano que se desempeña como defensa central, lateral derecho o contención en el Santos de Guápiles, de la Primera División de Costa Rica.

## Trayectoria

### Inicios y Club Deportivo Guadalajara
Se integró a las Fuerzas Básicas de Chivas en el año 2007, comenzando en fuerzas inferiores, tras tener excelentes torneo en las categorías menores de Chivas, fue llamado por Benjamín Galindo para estar en el primer equipo de cara al Clausura 2013.
Debuta el 11 de enero de 2013, en la visita de Santos contra Chivas.

### Leones Negros
Al finalizar el Apertura 2013, Basulto no fue considerado por José Luis Real de cara al Clausura 2014, y fue enviado a Leones Negros para el Clausura 2014 con el cual ascendió a primera división.

### Deportivo Tepic
En junio de 2014, fue transferido al Deportivo Tepic en calidad de Préstamo por 1 año, se volvió titular indiscutible llegando a la final del torneo Apertura 2014, donde se volvió uno de los mejores defensas del torneo.

### Club Deportivo Guadalajara (segunda etapa)
Para el Apertura 2015, al tener buenas actuaciones con el Deportivo Tepic, fue visoriado por José Manuel de la Torre en el draft fue anunciado su regreso a Chivas, convirtiéndose en el quinto refuerzo.

### Club Atlético Zacatepec
El 21 de julio de 2019, se oficializa el traspaso de Basulto al Club Atlético Zacatepec en calidad de Préstamo por 1 año con opción a compra.

## Selección nacional

### Sub-17
Fue titular de la Selección Mexicana que disputó el Mundial Sub-17 de 2009, llegando a octavos de final, marcando el gol de 1-0 ante la Selección de Brasil.

### Participaciones en selección nacional
| Copa                | Categoría | Sede    | Resultado        |
| ------------------- | --------- | ------- | ---------------- |
| Mundial Sub-17 2009 | Sub-17    | Nigeria | Octavos de final |

## Palmarés

### Campeonatos nacionales
| Título                  | Club          | País           | Año  |
| ----------------------- | ------------- | -------------- | ---- |
| Ascenso MX              | Leones Negros | México         | 2014 |
| Copa MX                 | Guadalajara   | México         | 2015 |
| Supercopa MX            | Guadalajara   | Estados Unidos | 2016 |
| Copa MX                 | Guadalajara   | México         | 2017 |
| Liga MX                 | Guadalajara   | México         | 2017 |
| Primera División        | Herediano     | Costa Rica     | 2021 |
| Supercopa de Costa Rica | Herediano     | Costa Rica     | 2022 |
| Supercopa de Costa Rica | Herediano     | Costa Rica     | 2024 |
| Primera División        | Herediano     | Costa Rica     | 2024 |

#### Campeonatos internacionales
| Título            | Club        | País   | Año  |
| ----------------- | ----------- | ------ | ---- |
| Liga de Campeones | Guadalajara | México | 2018 |

- Datos: Q6298959